# Długi Dół
Długi Dół (niem. Langer Grund, 550-610 m n.p.m.) – dolina w południowo-zachodniej Polsce, w południowej części Gór Kruczych, w Sudetach Środkowych.
Dolina pomiędzy wzniesieniami Kukawka a Pliszczyna, obok przechodzi Krótki Dół.